# Elysia chlorotica
Elysia chlorotica is een kleine tot middelgrote groene zeeslak uit de familie van de wierslakken (Plakobranchidae).

## Kenmerken
Elysia chlorotica is doorgaans groen van kleur, soms bruin of grijs. Deze groene kleur wordt veroorzaakt door de aanwezigheid van endosymbiotische chloroplasten. De randen van de parapodia zijn wat krullend tot golvend, en lijken op een blaadje van een plant. De slakjes worden tot 45 mm lang. Ze komen verspreid langs de oostkust van Noord-Amerika voor.

## Leefwijze
De chloroplasten die zorgen voor de groene kleur, haalt het dier in zijn eerste levensfase uit het groenwier Vaucheria litorea, door deze te eten. Het door de gastheer verkrijgen van chloroplasten door andere organismen op te eten wordt kleptoplastie (stelen van plastiden, deze heten dan: kleptoplastiden) genoemd. De kleptoplastiden blijven in leven in de slak, en worden ook aan de jongen doorgegeven. Bijzonder is dat de slak de chloroplasten gebruikt voor fotosynthese. Het is een van de weinige dieren die in staat zijn om dit te doen, andere voorbeelden zijn Elysia viridis, Elysia clarki en Costasiella kuroshimae. Om de opgenomen chloroplasten in leven te houden, heeft de slak zelf ook fotosynthese-ondersteunende genen die het via endosymbiotische genoverdracht verkreeg van de alg Vaucheria litorea.
anoxygene fotosynthese · caroteen · carotenoïde · bladgroenkorrel · chloroplast · bladgroen · chlorofyl · fotosynthese · fotosynthetisch pigment · thylakoïde · xanthofyl
Archaeplastida · algen · blauwalgen · Elysia chlorotica
fotoautotroof · fototroof
lichtreacties · fotosysteem I · fotosysteem II · fotolyse van water · Calvincyclus · redoxreactie · rubisco
Jan Baptista van Helmont · Jan Ingenhousz · Joseph Priestley · Theodor Wilhelm Engelmann · Melvin Calvin